# Mirvaux
 Mirvaux  es una población y comuna francesa, en la región de Picardía, departamento de Somme, en el distrito de Amiens y cantón de Villers-Bocage (Somme).

## Demografía
| 79 | 66 | 61 | 105 | 130 | 144 |
| Para los censos de 1962 a 1999 la población legal corresponde a la población sin duplicidades (Fuente: INSEE [Consultar]) |    |    |     |     |     |